# رسم نفسي
الرسم النفسي هو دراسة تتعلق بالخصائص الشخصية، والقيم والمواقف والمصالح، وأساليب الحياة.

## التسمية
مصطلح الرسم النفسي هي ترجمة حرفية لكلمة سايكوغرافيك (بالإنجليزية: psychographic)‏ المؤلفة من كلمتين لاتينيتين: «سايكو» وتعني «علم النفس» و«غرافيك» وتعني «رسم» أو «خط بياني». ويمكن استعمال مرادفات للكلمة مثل «خط بياني نفسي» أو «مخطط نفسي» أو «سايكوغرافيك».
ولأن هذا المجال من البحث يركز على الاهتمامات، والنشاط، والرأي، فيسمى أيضا بمتغيرات «إنر» نسبة إلى أول حرف من كل كلمة (بالإنجليزية: Interest, Activities, Opinion (IAO))‏.

## استعمالات الرسم النفسي
وتفيد دراسات الرسم النفسي، إن كان للأفراد أو للمجتمعات، في مجالات التسويق، والتركيبة السكانية، وبحوث الرأي، والرؤى المستقبلية، والعلوم الإجتماعية بصفة عامة. يمكن مقارنتها بالمتغيرات الديموغرافية (مثل العمر والجنس)، والمتغيرات السلوكية (مثل معدل الاستخدام أو الولاء)، ومتغيرات تركيبة المؤسسات السكانية والتي تسمى أحيانا «متغيرات رسم المؤسسات» مثل عدد الموظفين، والمجال الوظيفي والصناعي.

## الديموغرفية والرسم النفسي
لا ينبغي الخلط بين الرسم النفسي والديموغرفية مع أن لهما بعض الترابط. فمثلا، يمكن تعريف تاريخية الأجيال التاريخية في المجالين. السنوات التي يولد جيل معين أو حتى معدلات الخصوبة من الآباء والأمهات أن الجيل يعتبروا من العوامل الديموغرافية، أما السمات وتشكيل الشخصية والمحكات الثقافية يعتبروا من العوامل الرسم نفسية.

## لمحة الرسم النفسي
لمحة الرسم النفسي أو ملامح الرسم النفسي أوالبروفايل، هي تحديد متكامل للرسم النفسي للشخص أو للمجموعة. وتستخدم ملامح الرسم النفسية في تجزئة السوق وكذلك في الإعلان. بعض العوامل التي تستخدم في تجزئة السوق تشمل:
- النشاط، والفائدة، والرأي
- المواقف
- القيم
- السلوك

ويمكن ربط الرسم النفسي بمفهوم «الثقافة» عند استخدامها للتجزئة على المستوى الوطني.